# Universidade Rei Saud
A Universidade Rei Saud (em árabe: جامعة الملك سعود) é uma instituição pública de ensino superior árabe fundada em 1957 como Universidade de Riade. Foi criada pelo Rei Saud para suprir a necessidade de mão-de-obra qualificada na Arábia Saudita e atualmente figura entre as mais conceituadas universidades do mundo árabe. Atualmente possui 37.874 alunos.